# Jaroslav Kovář (1965)
Jaroslav Kovář (* 26. září 1965 Litomyšl), je bývalý československý basketbalista, účastník mistrovství Evropy juniorů 1984, vicemistr Československa 1986, mistr České republiky 1999 a 5× vicemistr České republiky.
V basketbalové lize v letech 1984 až 2005 hrál celkem 21 sezón, z toho v československé basketbalové lize 9 sezón. Hrál za družstva NHKG Ostrava a BK Nový Jičín. S NHKG Ostrava získal titul vicemistra Československa (1986) a jedno třetí místo (1987), s BK Nový Jičín získal titul mistra České republiky (1999), pět titulů vicemistra (1994, 1998, 2002, 2004, 2005) a tři třetí místa (1997, 2001, 2003), čtyřnásobný držitel Českého poháru (1995, 1996, 2000, 2002). V historické střelecké tabulce basketbalové ligy Československa (od sezóny 1962/63 do 1992/93) je na 66. místě s počtem 4231 bodů.
Hrál ve 12 ročnících (66 zápasů) evropských klubových pohárů v basketbale, z toho 4 ročníky (26 zápasů) s NHKG Ostrava a 8 ročníků (40 zápasů) s BK Nový Jičín. V 5 ročnících (34 zápasů) Poháru vítězů pohárů největším úspěchem byla účast ve čtvrtfinálové skupině v sezóně 1986-87. V 6 ročnících (22 zápasů) FIBA Poháru Korač největším úspěchem byla účast ve čtvrtfinálové skupině v sezóně a 2001-02 s BK Nový Jičín.
Za reprezentační družstvo Československa v letech 1985-1991 odehrál 110 utkání.

## Hráčská kariéra

### Kluby -liga
- 1984-1991 NHKG Ostrava - vicemistr Československa (1986), 3. místo (1987), 2× 4. místo (1985, 1990), 5. místo (1989), 8. místo (1988)
- 1991-1992 F.C. Barreirense (Barreiro, Portugalsko) - 8. místo (1992)
- 1992-1993 F.C. Seixal (Seixal, Portugalsko)
- 1993-2005 BK Nový Jičín - mistr České republiky (1999), 5× vicemistr České republiky (1994, 1998, 2002, 2004, 2005), 3. místo (1997, 2001, 2003), 3× 4. místo (1995, 1996, 2000), 5. místo (1993), 7. místo (1992-93), 4× vítěz Českého poháru (1995, 1996, 2000, 2002)
- 2006-2008  SBK Valašské Meziříčí ( ČR, 3. liga)
- Československá basketbalová liga celkem 9 sezón (1984-1983), 4231 bodů (66. místo) a 2 medailová umístění - 1× 2. místo, 1× 3. místo
- Česká basketbalová liga celkem 13 sezón (1993-2005) a 8 medailových umístění - 1× 1. místo, 5× 2. místo 3× 3. místo

### All-Star zápasy české basketbalové ligy
- účast v 6 ročnících, 1995 - nejlepší hráč zápasu, 1996 - nejlepší střelec týmu Východ (22 bodů), 2. místo v soutěži ve smečování, 1997 - za tým Východ (16 bodů), 1998 - za tým Východ (24 bodů), 2002 - za tým Východ (14 bodů), 2003 - za Výběr ČR (11 bodů),

### Evropské poháry klubů
- Pohár vítězů pohárů - 5 ročníků, 34 zápasů
  - NHKG Ostrava - účast 2 ročníky, celkem 12 zápasů
    - 1984-85 2 zápasy - osmifinále: UBSC Landis&Gyr Vídeň, Rakousko (118-93, 68-94) vyřazeni rozdílem jednoho bodu ve skóre
    - 1986-87 10 zápasů - 4. místo ve čtvrtfinálové skupině A (1-5 447-583): CSKA Moskva (70-89, 77-103), Joventut Badalona, Španělsko (89-110, 64-98), ASVEL Villeurbanne Lyon, Francie (83-77, 64-106).

  - BK Nový Jičín - účast 3 ročníky - celkem 22 zápasů
    - 1995-96 2 zápasy - 1. kolo: SSV Ratiopharm Ulm, Německo (93-94, 70-81).
    - 1998-99 10 zápasů - 6. místo ve skupině B: KK MZT Skopje, Makedonie (94-87, 74-100), Türk Telekom SK Ankara, Turecko (77-67, 71-89), KK Split, Chorvatsko (71-113, 70-97), BK Slovakofarma Pezinok (83-91, 68-82), Cholet Basket, Francie (79-80, 68-96)
    - 1999-2000 10 zápasů (2-8 723-802) - 6. místo ve skupině B: KK Radnički Bělehrad (72-69, 83-98), KK Sakalai Vilnius, Litva (71-83, 62-72), Torpan Pojat Helsinki, Finsko (85-82, 54-74), Frankfurt Skyliners, Německo (70-85, 70-73), KK Krka Novo Mesto, Slovinsko (87-84, 72-79)

- FIBA Pohár Korač - 6 ročníků, 22 zápasů
  - NHKG Ostrava - účast 1 ročník, celkem 4 zápasy
    - 1987-88 4 zápasy - 2. kolo Dietor Virtus Bologna, Itálie (63-89, 81-110)

  - BK Nový Jičín - 5 ročníků, celkem 18 zápasů
    - 1993-94 4 zápasy - 2. kolo Olympique Antibes Basket, Francie (79-96, 75-97)
    - 1994-95 2 zápasy - 1. kolo KK Franck Dona Záhřeb, Chorvatsko (102-101, 70-73), rozdíl 2 bodů ve skóre
    - 1996-97 2 zápasy - předkolo BC Echo Houthalen, Belgie (77-64, 85-110)
    - 2000-01 2 zápasy - 1. kolo UBC S. Oberwart Gunners, Rakousko (82-95, 87-88)
    - 2001-02 8 zápasů - 3. místo ve čtvrtfinálové skupině G (3-3 478-493), KK Prokom Trefl Sopoty, Polsko (88-96, 89-107), KK Pivovarna Laško, Slovinsko (103-101, 88-95), BK EVRAZ Jekatěrinburg, Rusko (105-84, 87-82)

### Československo
- 1985-1991 - za reprezentační družstvo Československa 110 přátelských utkání

## Trenér
- BK Nový Jičín - 2003-2004 hrající asistent trenéra